# ジヨードチロシン
ジヨードチロシン(Diiodotyrosine)は、甲状腺ホルモンの前駆体で、モノヨードチロシンのフェノール環のもう1つのメタ位にヨウ素が配位した物質である。
ジヨードチロシンはヨウ化物ペルオキシダーゼの働きを調節する。また甲状腺のコロイド中でモノヨードチロシンと結合し、トリヨードチロニンを形成する。2分子のジヨードチロシンが結合するとチロキシンができる。